# The End Will Show Us How
The End Will Show Us How ist das sechste Studioalbum der US-amerikanischen Hard-Rock/Thrash-Metal-Band Tremonti. Das Album erschien am 10. Januar 2025 über Napalm Records.

## Entstehung
Erneut wurde das Album im Studio Barbarosa in Gotha, Florida, aufgenommen, wiederum mit Michael Baskette, der bereits die fünf Vorgängeralben produzierte. Drei Singles wurden im Vorfeld veröffentlicht, Just Too Much, The Mother, The Earth And I sowie der Titelsong.

## Titelliste
1. The Mother, The Earth And I
2. One More Time
3. Just Too Much
4. Nails
5. It's Not Over
6. The End Will Show Us How
7. Tomorrow We Will Fail
8. I'll Take My Chances
9. The Bottom
10. Live In Fear
11. Now That I've Made It
12. All The Wicked Things

## Rezensionen
Matthias Weckmann vom deutschen Magazin Metal Hammer schrieb: „In dem Mix aus fettem Riffing und voluminösem Gesang mit hohem Hook-Anteil gefallen mir Tremonti am besten, weil wir das Beste aus zwei Welten serviert bekommen.“ Er vergab fünf von sieben Punkten. Kai Butterweck von Laut.de befand: „Wie auch schon in der Vergangenheit präsentiert sich Tremontis Solo-Schaffen um einiges härter als die Outputs von Alter Bridge und Creed. Dank seiner warmen Stimmfarbe und den kontrollierten Gesangslinien bleiben die Songs aber stets Rockradio-tauglich. So präsentiert sich am Ende eine ausgewogene und anspruchsvolle Soundmelange, die trotz zum Teil ohrenbetäubender Heavyness nicht nur Metal-Freunde in ihren Bann ziehen wird.“ Vier von fünf Sternen wurden vergeben.

## Chartplatzierungen
| ChartsChartplatzierungen | Höchstplatzierung | Wochen |
| ------------------------ | ----------------- | ------ |
| Deutschland (GfK)        | 21 (1 Wo.)        | 1      |
| Österreich (Ö3)          | 9 (1 Wo.)         | 1      |
| Schweiz (IFPI)           | 9 (1 Wo.)         | 1      |